# Cupa Balcanilor
Cupa Balcanilor a fost o competiție internațională de fotbal care s-a disputat între anii 1929 și 1980 între țările din regiunea Balcanică (cu câteva participări ale unor selecționate din Europa Centrală și de Est de asemenea, mai precis Ungaria, Polonia și Cehoslovacia). La prima ediție au luat parte echipele naționale ale României, Greciei, Iugoslaviei și Bulgariei. Cea mai de succes echipă a fost România cu patru titluri.

## Prezentare generală
Prima ediție a prezentat România, Grecia, Iugoslavia și Bulgaria și a fost jucată de-a lungul a trei ani, din 1929 până în 1931. Toate echipele s-au jucat de două ori, acasă și în deplasare, și li s-au acordat 2 puncte pentru o victorie și 1 punct pentru o remiză, tabelul de clasament final determinând câștigătorul. România a câștigat primul titlu cu un joc în mână după ce a învins Iugoslavia cu 4–2.
În turneele următoare, sistemul a cunoscut schimbări semnificative, echipele jucând între ele o singură dată și, în loc să dureze trei ani pentru a finaliza, a fost scurtat la o singură săptămână. Din 1932 până în 1936, competiția s-a jucat în fiecare an cu aceleași patru echipe până la izbucnirea celui de-Al Doilea Război Mondial.
După o pauză de șapte ani din cauza celui de-al Doilea Război Mondial, competiția a fost reînviată în 1946. Grecia a renunțat la turneu în același an și a fost înlocuită de Albania, care a câștigat Ediția din 1946 învingând România cu 1–0 în jocul final. În 1947, Ungaria a intrat în turneu și l-a câștigat la prima încercare. Ungaria era o putere mondială a fotbalului la acea vreme și a dovedit acest lucru printr-o lovitura de 9-0 împotriva Bulgariei. În 1948, Cupa Balcanică a fost extinsă la șapte echipe, Polonia și Cehoslovacia alăturându-se la turneu. Cu toate acestea, ediția din 1948 nu a fost niciodată finalizată din motive necunoscute. Ungaria se afla în fruntea grupului la momentul anulării sale. Din cauza extinderilor, turneele din 1947 și 1948 au fost redenumite oficial „Campionatul Balcanic și Central European”.
Competiția nu s-a mai jucat până în 1973 când un sistem de grupe round robin a fost înlocuit cu un sistem eliminatoriu cu semifinale și finale, disputate pe parcursul a trei ani. De această dată au participat doar patru țări – România, Bulgaria, Turcia și Grecia. Bulgaria a câștigat finala cu golurile în deplasare împotriva României în 1976. În 1977 a fost lansată cea de-a doua ediție a turneului reînviat, de data aceasta formată din cinci echipe, iar Iugoslavia revenind în ia parte. România a câștigat ultima ediție în 1980, învingând Iugoslavia cu 4–1 acasă în finală.

## Hat-trickuri
De la primul turneu oficial din 1929–31, au fost marcate 17 hat-trick-uri în peste 50 de meciuri din cele 12 ediții ale turneului. Primul hat-trick a fost marcat de Rudolf Wetzer de la România, jucând împotriva Greciei pe 25 mai 1930; iar ultimul a fost de Anghel Iordănescu 50 de ani mai târziu, pe 27 august 1980, când a marcat un hat-trick pentru România în manșa secundă a [[finalei Cupei Balcanice 1977-80|finala 1977–80] ] într-o victorie cu 4-1 în fața Iugoslavia. Numărul record de hat-trick-uri într-o singură Cupă Balcanică este de patru, în cadrul ediției inaugurale. Singurul jucător care a marcat mai mult de un hat-trick este Ljubomir Angelov, ambii la Cupa Balcanică din 1935, în care a fost cel mai bun marcator cu acele 6 goluri. Recordul pentru cele mai multe goluri marcate într-un singur meci de Cupa Balcanică este de 5, care a fost atins o singură dată: de Rudolf Wetzer când a marcat 5 pentru România într-o victorie cu 8-1 în fața Greciei. România deține și recordul pentru cele mai multe hat-tricuri marcate cu 5, fiind urmată îndeaproape de Ungaria și Iugoslavia cu câte 4. Bulgaria și Grecia dețin împreună recordul pentru cele mai multe hat-trick-uri primite, cu câte 6 fiecare, ceea ce înseamnă că doar 5 hat-trick-uri au fost înscrise împotriva unei alte echipe decât Bulgaria și Grecia.

### Lista Jucătorilor care au marcat de 3 ori într-un meci
| #   | Jucător              | G | Minutul                   | Pentru     | Goluri                  | Result | Împotriva  | Turneu             | Data              | FIFA report |
| --- | -------------------- | - | ------------------------- | ---------- | ----------------------- | ------ | ---------- | ------------------ | ----------------- | ----------- |
| 1.  | Rudolf Wetzer        | 5 | 8', 34', 75', 76', 80'    | România    | 1–1, 2–1, 5–1, 6–1, 8–1 | 8–1    | Grecia     | 1929-31 Balkan Cup | 25 mai 1930       | Report      |
| 2.  | Antonis Tsolinas     | 4 | 4', 50', 51', 60'         | Grecia     | 1–0, 4–0, 5–0, 6–0      | 6–1    | Bulgaria   | 1929-31 Balkan Cup | 7 decembrie 1930  | Report      |
| 3.  | Aleksandar Tomašević | 3 | 38', 75', 83'             | Iugoslavia | 2–0, 3–1, 4–1           | 4–1    | Grecia     | 1929-31 Balkan Cup | 15 martie 1931    | Report      |
| 4.  | Iuliu Bodola         | 3 | 13', 18', 84'             | România    | 1–0, 2–0, 4–2           | 4–2    | Grecia     | 1929-31 Balkan Cup | 29 noiembrie 1931 | Report      |
| 5.  | Slavko Kodrnja       | 3 | 12', 20', 72'             | Iugoslavia | 1–1, 2–1, 4–2           | 5–3    | Grecia     | 1933 Balkan Cup    | 3 iunie 1933      | Report      |
| 6.  | Gheorghe Ciolac      | 3 | 57', 61', 66'             | România    | 3–0, 4–0, 6–0           | 7–0    | Bulgaria   | 1933 Balkan Cup    | 4 iunie 1933      | Report      |
| 7.  | Mirko Kokotović      | 3 | 10', 54', 75'             | Iugoslavia | 1–0, 3–0, 4–0           | 4–0    | Bulgaria   | 1933 Balkan Cup    | 7 iunie 1933      | Report      |
| 8.  | Ljubomir Angelov     | 3 | 26', 28', 63'             | Bulgaria   | 2–1, 3–1, 4–1           | 5–2    | Grecia     | 1935 Balkan Cup    | 16 iunie 1935     | Report      |
| 9.  | Ljubomir Angelov (2) | 3 | 25', 28', 66'             | Bulgaria   | 1–2, 2–2, 3–2           | 3–3    | Iugoslavia | 1935 Balkan Cup    | 24 iunie 1935     | Report      |
| 10. | Iuliu Farkaș         | 3 | 29', 69', 79'             | România    | 1–0, 3–0, 4–0           | 4–0    | Albania    | 1947 Balkan Cup    | 25 mai 1947       | Report      |
| 11. | Ferenc Deák          | 4 | 15', 34', 52', 79'        | Ungaria    | 1–0, 2–0, 7–0, 8–0      | 9–0    | Bulgaria   | 1947 Balkan Cup    | 17 august 1947    | Report      |
| 12. | Nándor Hidegkuti     | 3 | 47', 50', 86'             | Ungaria    | 4–0, 6–0, 9–0           | 9–0    | Bulgaria   | 1947 Balkan Cup    | 17 august 1947    | Report      |
| 13. | Béla Egresi          | 3 | 43', 61', 72'             | Ungaria    | 2–0, 5–0, 7–0           | 9–0    | România    | 1948 Balkan Cup    | 6 iunie 1948      | Report      |
| 14. | Ferenc Puskás        | 3 | 44', 64', 83'             | Ungaria    | 1–0, 3–0, 5–1           | 5–1    | România    | 1948 Balkan Cup    | 24 octombrie 1948 | Report      |
| 15. | Cemil Turan          | 3 | 47', 66', 86'             | Turcia     | 2–1, 4–2, 5–2           | 5–2    | Bulgaria   | 1973-76 Balkan Cup | 18 aprilie 1973   | Report      |
| 16. | Vahid Halilhodžić    | 3 | 33', 58', 84'(pen.)       | Iugoslavia | 1–1, 3–1, 4–1           | 4–1    | Grecia     | 1977-80 Balkan Cup | 15 noiembrie 1978 | Report      |
| 17. | Anghel Iordănescu    | 3 | 21', 55'(pen.), 79'(pen.) | România    | 1–0, 3–0, 4–1           | 4–1    | Iugoslavia | 1977-80 Balkan Cup | 27 august 1980    | Report      |

## Cel mai buni marcatori din toate timpurile
| Loc | Nume                | Echipa     | Goluri | Turneu                                                     |
| --- | ------------------- | ---------- | ------ | ---------------------------------------------------------- |
| 1   | Iuliu Bodola        | Romania    | 15     | 1929-31(7), 1932(1), 1933(2), 1934-35(2), 1935(1), 1936(2) |
| 2   | Ljubomir Angelov    | Bulgaria   | 14     | 1929-31(1), 1931(1), 1932(2), 1934-35(2), 1935(6), 1936(2) |
| 3   | Aleksandar Živković | Yugoslavia | 10     | 1932(5), 1933(3), 1935(2)                                  |
| 3   | Asen Panchev        | Bulgaria   | 10     | 1929-31(1), 1931(3), 1932(2), 1934-35(2), 1936(2)          |
| 5   | Ferenc Deak         | Hungary    | 9      | 1947(5) and 1948(4)                                        |
| 5   | Blagoje Marjanović  | Yugoslavia | 9      | 1929-31(4), 1931(1), 1934-35(1) and 1935(3)                |
| 5   | Gheorghe Ciolac     | Romania    | 9      | 1929-31(1), 1932(1), 1933(4), 1934-35(2), 1936(1)          |
| 5   | Asen Peshev         | Bulgaria   | 9      | 1929-31(3), 1931(1), 1932(2), 1934-35(1), 1935(2)          |
| 8   | Ferenc Puskas       | Hungary    | 8      | 1947(3) and 1948(5)                                        |
| 8   | Anghel Iordanescu   | Romania    | 8      | 1973-76(2) and 1977-80(6)                                  |
| 8   | Ștefan Dobay        | Romania    | 8      | 1929-31(1), 1933(4), 1934-35(1), 1936(2)                   |
| 8   | Mihail Lozanov      | Greece     | 8      | 1929-31(1), 1931(2), 1932(1), 1934-35(1), 1935(2), 1936(1) |
| 13  | Rudolf Wetzer       | Romania    | 7      | 1929-31(7)                                                 |
| 13  | Kostas Choumis      | Greece     | 7      | 1934-35(1), 1935(4), 1936(2)                               |

## Antrenori cu cele mai multe victorii
| Manager                                | Wins | Editions              | Notes                                                                       |
| -------------------------------------- | ---- | --------------------- | --------------------------------------------------------------------------- |
| Constantin Rădulescu                   | 3    | 1929–1931, 1933, 1936 | Rădulescu a câștigat 3 titluri cu România                                   |
| Otto Feist                             | 2    | 1931, 1932            | Otto Feist a câștigat 2 titluri cu Bulgaria                                 |
| Ștefan Kovács                          | 1    | 1977–80               |                                                                             |
| Stoyan Ormandzhiev                     | 1    | 1973–76               | Ormandzhiev a preluat locul lui Hristo Mladenov în 1974                     |
| Ljubiša Broćić                         | 1    | 1946                  | Broćić a câștigat-o cu Albania                                              |
| Boško Simonović                        | 1    | 1935                  | Simonović a câștigat-o cu Iugoslavia                                        |
| Ivo Šuste Mata Miodragović Petar Pleše | 1    | 1934–35               | Šuste, Miodragović, Pleše au fost antrenori în comun                        |
| Tibor Gallowich                        | 1    | 1947                  | Gallowich a fost, de asemenea, managerul Ungariei în abandonata ediție 1948 |

## Lista câștigătorilor
Sursa: Link
| Sezon     | Campioane (titluri)                                                | Locul doi                                                          | Locul trei                                                         | Golgheter(i)                                                                                      | Golgheter(i) |
| Sezon     | Campioane (titluri)                                                | Locul doi                                                          | Locul trei                                                         | Jucător(i) (Țară)                                                                                 | Goluri       |
| --------- | ------------------------------------------------------------------ | ------------------------------------------------------------------ | ------------------------------------------------------------------ | ------------------------------------------------------------------------------------------------- | ------------ |
| 1929-1931 | România (1)                                                        | Iugoslavia                                                         | Grecia                                                             | Iuliu Bodola (România) Rudolf Wetzer (România)                                                    | 7            |
| 1931      | Bulgaria (1) ‡                                                     | Turcia                                                             | Iugoslavia                                                         | Asen Panchev (Bulgaria)                                                                           | 3            |
| 1932      | Bulgaria (2)                                                       | Iugoslavia ‡                                                       | România                                                            | Aleksandar Živković (Iugoslavia)                                                                  | 5            |
| 1933      | România (2) ‡                                                      | Iugoslavia                                                         | Bulgaria                                                           | Gheorghe Ciolac (România) Ștefan Dobay (România)                                                  | 4            |
| 1934-1935 | Iugoslavia (1)                                                     | Grecia ‡                                                           | România                                                            | Aleksandar Tirnanić (Iugoslavia) Aleksandar Tomašević (Iugoslavia)                                | 3            |
| 1935      | Iugoslavia (2)                                                     | Bulgaria ‡                                                         | Grecia                                                             | Lyubomir Angelov (Bulgaria)                                                                       | 5            |
| 1936      | România (3) ‡                                                      | Bulgaria                                                           | Grecia                                                             | Sándor Schwartz (România)                                                                         | 4            |
|           |                                                                    |                                                                    |                                                                    |                                                                                                   |              |
| 1946      | Albania (1) ‡                                                      | Iugoslavia                                                         | România                                                            | Loro Boriçi (Albania) Qamil Teliti (Albania) Nicolae Reuter (România) Božidar Sandić (Iugoslavia) | 2            |
| 1947      | Ungaria (1)                                                        | Iugoslavia                                                         | România                                                            | Ferenc Deák (Ungaria)                                                                             | 5            |
| 1948      | Competiția a fost abandonată în 1948 după disputarea a 16 meciuri. | Competiția a fost abandonată în 1948 după disputarea a 16 meciuri. | Competiția a fost abandonată în 1948 după disputarea a 16 meciuri. | Ferenc Puskás (Ungaria)                                                                           | 8            |
|           |                                                                    |                                                                    |                                                                    |                                                                                                   |              |
| 1973-1976 | Bulgaria (3)                                                       | România                                                            | N/A                                                                | Cemil Turan (Turcia)                                                                              | 4            |
| 1977-1980 | România (4)                                                        | Iugoslavia                                                         | N/A                                                                | Anghel Iordănescu (România)                                                                       | 6            |

## Titluri după națiune
| Țară       | Câștigători | Finaliști |
| ---------- | ----------- | --------- |
| România    | 4           | 1         |
| Bulgaria   | 3           | 2         |
| Iugoslavia | 2           | 6         |
| Ungaria    | 1           | –         |
| Albania    | 1           | –         |
| Grecia     | –           | 1         |
| Turcia     | –           | 1         |

## Participări
| Țară         | Nu | Ediții                                                                         |
| ------------ | -- | ------------------------------------------------------------------------------ |
| România      | 11 | 1929-1931, 1932, 1933, 1934-35, 1935, 1936, 1946, 1947, 1948, 1973-76, 1977-80 |
| Bulgaria     | 11 | 1929-1931, 1932, 1933, 1934-35, 1935, 1936, 1946, 1947, 1948, 1973-76, 1977-80 |
| Iugoslavia   | 10 | 1929-1931, 1931, 1932, 1933, 1934-35, 1935, 1946, 1947, 1948, 1977-80          |
| Grecia       | 8  | 1929-1931, 1932, 1933, 1934-35, 1935, 1936, 1973-76, 1977-80                   |
| Turcia       | 3  | 1931, 1973-76, 1977-80                                                         |
| Albania      | 3  | 1946, 1947, 1948                                                               |
| Ungaria      | 2  | 1947, 1948                                                                     |
| Polonia      | 1  | 1948                                                                           |
| Cehoslovacia | 1  | 1948                                                                           |

## Legături externe
- RSSSF